# Mistrovství Asie a Oceánie v ledním hokeji do 18 let 1995
Mistrovství Asie a Oceánie v ledním hokeji do 18 let 1995 byl dvanáctý asijský U18 turnaj v ledním hokeji. Konal se od 20. do 23. března 1995 v Obihiru na ostrově Hokkaidó v Japonsku. Turnaje se zúčastnila čtyři družstva, která hrála jednokolově každé s každým. Vítězství si připsali junioři domácího Japonska před juniory Kazachstánu a juniory Číny. O pořadí týmů se stejným počtem bodů rozhodly vzájemné zápasy.

## Výsledky
|    |             | Japonsko | Kazachstán | Čína | Jižní Korea | V | R | P | VG | OG | B |
| 1. | Japonsko    | ***      | 5:2        | 7:0  | 2:5         | 2 | 0 | 1 | 14 | 7  | 4 |
| 2. | Kazachstán  | 2:5      | ***        | 6:1  | 7:4         | 2 | 0 | 1 | 15 | 10 | 4 |
| 3. | Čína        | 0:7      | 1:6        | ***  | 5:3         | 1 | 0 | 2 | 6  | 16 | 2 |
| 4. | Jižní Korea | 5:2      | 4:7        | 3:5  | ***         | 1 | 0 | 2 | 12 | 14 | 2 |